# آسپر (کمون)
آسپر (به فرانسوی: Aspères) یک کمون در فرانسه است که در canton of Sommières واقع شده‌است. آسپر ۱۰٫۰۶ کیلومتر مربع مساحت دارد ۷۴ متر بالاتر از سطح دریا واقع شده‌است.